# Chom (cratera)
Chom é uma cratera marciana. Tem como característica 5.5 quilômetros de diâmetro. Deve o seu nome a Chom, uma localidade no Tibete, na China.